# كاتدرائية سيدة الانتقال
تقع كاتدرائية سيدة الانتقال للسريان الكاثوليك في حي العزيزية بحلب السورية. دشن مطران السريان الكاثوليك في حلب الكنيسة في أحد الشعانين عام 1970 والذي صادف يوم 22 آذار / مارس 1970 وتم تكريس الكنيسة رسمياً في 17 أيار / مايو 1970 من قبل مار أغناطيوس أنطون الثاني حايك بطريرك السريان الأنطاكي.